# Rosmarie Bleuer
Rosmarie Bleuer, verheiratete Hirschy-Bleuer (* 16. März 1926 in Grindelwald; † 26. Februar 2021 in Bern) war eine Schweizer Skirennfahrerin. Sie wurde dreifache Schweizer Meisterin, erzielte mehrere Siege und Podestplätze bei internationalen Rennen und nahm an den Olympischen Winterspielen 1948 sowie den Weltmeisterschaften 1950 teil.

## Biografie
Rosmarie Bleuer wurde als Tochter des Grindelwalder Hoteliers Christian Bleuer geboren. Der erste grosse Erfolg gelang der damals 18-Jährigen Anfang März 1945. Sie fuhr bei den Schweizer Meisterschaften in Engelberg als Juniorin die schnellste Zeit in der Abfahrt und wurde mit einem Vorsprung von 3,2 Sekunden auf die beste Elite-Fahrerin Antoinette Meyer Schweizer Abfahrtsmeisterin. 1946 gewann sie bei den Schweizer Meisterschaften in Davos erneut die Abfahrt in der Juniorenklasse, blieb diesmal aber deutlich hinter der besten Elite-Fahrerin und Schweizer Meisterin Hedy Schlunegger zurück. Auch den Slalom der Juniorinnen gewann sie 1946, nachdem sie im Vorjahr den zweiten Platz in dieser Disziplin belegt hatte.
Im Winter 1947 nahm Bleuer zusammen mit fünf anderen Schweizer Skifahrern und -fahrerinnen sowie dem Mannschaftsführer Arnold Glatthard an einer zweimonatigen Reise in die Vereinigten Staaten teil, wo die Gruppe an mehreren Wettkämpfen teilnahm. An Podestplätzen erreichte sie dabei einen Sieg in der Abfahrt und einen zweiten Platz im Slalom des Silver Dollar Derbys bei Reno, Nevada, und einen zweiten Platz im Slalom der US-amerikanischen Meisterschaften in Snowbasin bei Salt Lake City, Utah.
1948 war Bleuer eine von sieben Schweizer Skirennfahrerinnen bei den Olympischen Winterspielen in St. Moritz. Sie wurde 6. in der Kombination, 9. in der Abfahrt und 13. im Slalom (den zusammen mit der Abfahrt zur Kombination zählenden Kombinationsslalom beendete sie an 6. Position). Drei Wochen später wurde sie bei den nationalen Titelkämpfen am selben Ort Zweite in der Kombination und Dritte in der Abfahrt. Siegreich war sie wieder bei den Schweizer Meisterschaften 1949 in Gstaad, als sie sich den Meistertitel in der Abfahrt und mit einem weiteren Sieg im Kombinationsslalom auch den Titel in der Kombination sicherte.
Im Januar 1950 gewann Bleuer einen zur WM-Qualifikation herangezogenen Slalom am Lauberhorn in Wengen. Bei den Weltmeisterschaften 1950 in Aspen fuhr sie als 15. der Abfahrt und 17. des Riesenslaloms zweimal ins Mittelfeld, im Slalom wurde sie jedoch disqualifiziert. Beim anschliessenden Harriman Cup in Sun Valley wurde sie Siebte im Slalom, Zehnte in der Abfahrt und Achte in der Kombination. Im selben Jahr heiratete Bleuer den damaligen Offizier der Schweizer Armee und späteren SSV- und OPA-Präsidenten sowie FIS-Vorstandsmitglied Pierre Hirschy (1913–1994).
Im Januar 1951 erreichte Bleuer den dritten Platz im Slalom der in ihrem Heimatort ausgetragenen SDS-Rennen. Im Februar desselben Jahres erzielte sie bei den Schweizer Meisterschaften in Adelboden den zweiten Platz im Slalom hinter der Schweizer Meisterin Olivia Ausoni, ehe sie sich mit Ende der Saison vom Wettkampfsport zurückzog.

## Erfolge

### Olympische Winterspiele
(zählten zugleich als Weltmeisterschaften)
- St. Moritz 1948: 6. Kombination, 9. Abfahrt, 13. Slalom

### Weltmeisterschaften
- Aspen 1950: 15. Abfahrt, 17. Riesenslalom

### Weitere Erfolge
- Schweizer Meisterin in der Abfahrt 1945 und 1949 sowie in der Kombination 1949
- 2. Platz im Slalom der US-amerikanischen Meisterschaften in Snow Basin 1947
- Sieg in der Abfahrt und zweiter Platz im Slalom des Silver Dollar Derbys in Reno 1947
- Sieg im Slalom am Lauberhorn in Wengen 1950
- 3. Platz im Slalom der SDS-Rennen in Grindelwald 1951